# Pelletsverk
Ett pelletsverk, tidigare även kallat kulsinterverk, förädlar slig till malmråvara sintrad till kulform, vilket är en bättre form för transporter och för fortsatt raffinering.

## Historik
Pellets av metall malm framställdes först i slutet av 1800-talet av järnmalm i USA. Pelleten innehöll då 1 % tjära som bindemedel och brändes i roterugnar. Järnmalmspellets patenterades först av svensken A.G. Andersson (1912), men kommersiellt i större skala framställdes pellets först 1952 i Babbit, MN, USA. Idag används även pelletsverk för bland annat titan- och nickel-malmer.

## Teknisk beskrivning
Ett pelletsverk får slig från ett anrikningsverk. Sligen blandas med bindemedel och körs sedan in i en roterande trumma, där den formas till kulor, med en diameter på ca 9-15 mm. Därefter bränns de i någon typ av ugn. Nedan ses kort beskrivning av de vanligaste typerna av verk som används för pelletisering av järnmalm.

### Schaktugnsverk
Den äldsta typen av pelletsverk, som sällan används numera på grund av dess låga kapacitet.

### Travelling-grate verk
Den vanligaste typen av verk, där pelleten transporteras genom olika zoner av en bandugn på grate-cars.

### Grate-kiln verk
Den näst vanligaste typen av verk, där pelleten först transporteras genom bandugn (grate), där de torkas samt börjar sintra. Efter graten åker kulorna vidare genom en roterugn (kiln), där sintringen fortsätter i en temperatur på ca 1300°C. Kulorna faller sedan ned i en kylare, vilken fungerar som en värmeväxlare som återför varm processgas till bandugnen, där sintringen färdigställs.